# Племенско уређење на Балкану
Племенска организација се одржала на западном Балкану све до 20. века. Заснива се на фамилијарности братстава које заједнички сачињавају племе. Најсличнија су шкотским клановима. Постојала су на територији Црне Горе и Албаније.
Племенска свест се на Балкану, у неким брдским динарским областима, очувала све до 20. века - у Црној Гори, Боки и код Арбанаса. 

Племена су састављена из братства, а братства из родова. Братства су „увек настањена у групи, у засебним селима или у групама од села“. Веза између њих је: исто крсно име и традиција о заједничком пореклу.
Свако племе има своју одређену територију. Племенске територије биле су, у главном, поједине мале жупе, формиране у малим природним јединицама око појединих река (Топлица, Врхбосна, Рама, Коморица, Морача и др.) у њиховим долинама и на обалама, или у карсним пољима (Фатница, Љубомир, Чево и др.) или на згодним комбинацијама долина и пасишта (Рудине, Драчевица, Подлужје и др.).
- Црногорска племена, по нахијама[2]:

- Племена Катунске нахије: Цетиње, Његуши, Ћеклићи, Бјелице, Цуце (Веље и Мале), Озринићи (Чевљани), Пјешивци (Горњи и Доњи), Загарач (Горњи и Доњи) и Комани (Комани у ужем смислу и Бандићи).
- Племена Љешанске Нахије: Дражевина, Градац (племе) и Буроње.
- Племена Ријечке нахије: Цеклин, Косијери, Добрско село, Љуботињ и Грађани.
- Племена Црмничке нахије: Подгор, Дупило, Брчели, Сотонићи, Глухи До и Бољевићи.

- Племена Старе Херцеговине[2]: Бањани, Грахово, Дробњаци и Језера, Кривошије, Никшићи, Пивљани, Рудињани, Требјешани, Ускоци и Шаранци.
- Племена Седморо брда[2]: Бјелопавлићи, Братоножићи, Васојевићи, Кучи, Морача, Пипери и Ровца.
- Приморска племена[2]: Грбаљ, Маине, Кртоле, Луштица, Дражевина, Паштровићи са Брајићима и Побори.
- Албанска племена: Кељменди, Дришти, Берише Груде, Хоти, Мазреку, Краснићи, Кастрати, Тачи, Тријепши, Џани, Шкријељ, Шоши, Шлаку и Шаљани.

## Историја

### Илирска племена
Племена Илира била су организована по родовима (декуријама) и братствима. Савез братстава чинио је племе. Декурија или род се састојао од 150-200 људи. На челу братства стоје 'принцепс'и,
Имена илирских племена која су забележена су: Абри (лат. Abrei или Abroi), Албани (лат. Albanoi), Amantini, Андизети (лат. Andizetes), Ardiani, Arrianes, Ардијејци (лат. Ardiaei или Vardaei), Атитани на Епиру (лат. Atitani), Аутаријати (лат. Autariatae), Breuci, Глиндитиони (лат. Glinditiones), Grabaei, Далмати (лат. Dalmatae или Delmatae), Даорси (лат. Daorsoi), Дарданци (лат. Dardani), Дасарети (лат. Dassaretae), Дауни (лат. Daunii), Дезитијати (лат. Daesitiates), Деремисти (Deraemistae), Derentini, Deuri, Dindari, Ditiones, Доклеати (лат. Docleates), Енхелејци (лат. Encheleae), Јапиги (лат. Iapyges), Јаподи или Јапуди (лат. Iapodes, Iapudes или Iapydes), Јаси (лат. Iasi), Колапијани (лат. Colapiani), Лабеати (лат. Labeates), Latobici, Либурни (лат. Liburni), Мезеји (лат. Maezaei), Мелкумани (лат. Melcumani), Месапи(јци) у Апулији (лат. Messapii), Molossi, Naransii, Осеријати (лат. Oseriates), Партини (лат. Parthini), Пелигни (лат. Paeligni), Пенести (лат. Penestae), Пеонци (лат. Paeones), Peucetii, Пикенти у Италији (лат. Picentes), Пирусти (лат. Pirustae), Плереји (лат. Plearaei), Poediculi у Италији, Салентини (лат. Sallentini), Sardeaties, Seleiitan, Sesareti, Scirtones или Scirtoni, Taulanti, Хаонци (лат. Chaones), Хелидонци (лат. Chelidonioi), Histri и Carni.

### Племена балканских Словена
Словенска племена која су долазила на Балкан, нису била увек истог ужег порекла. То се види и по томе што она нису силазила на Дунав једним путем и из једне области. Долазак Словена на Балкан текао је, углавном, у два правца. Једни, источна племена, која су била и бројнија, силазили су уз обале Црнога Мора, преко Дњестра и Серета, у данашњу Румунију, па одатле на Дунав. Други су силазили у панонску долину преко Карпата.
Забележена су имена неких од племена балканских Словена: Северци или Северјани (грч. Σεβερειζ), Моравци (грч. Μωραβων), Тимочани, Друговићи (лат. Drogawitz), Сагудати, Велегезити, Вајунити, Берзити или Брсјаци, Милинци, Језерци, Дуљеби, Бодрићи, итд.

## Нови век

### Црногорска племена
Братство је по правилу крвна заједница и обухвата више породица које потичу од истог стварног или фиктивног претка. Више породица чини братство. Братство је међустепен између породица и племена. За разлику од братства, која су првенствено родовска организација, племе је у црногорском племенском друштву територијално-управна организација. 

Црногорска племена су везана заједничком својином. Заједничка својина племена или братства се јавља као допуна породичне својине, и представља својину уколико се брани од других племена. Комунице су биле: испаше, шуме, воде, ловишта, итд. тј. све што се не може делити ако у том одређеном облику треба да служи као средство за производњу. Племенски комун могао се делити само по заједничком договору и једногласним пристанком читавог племена.
Црногорска племена формирала су се више као последица економске нужде и географских прилика, него на крвној основи.